# متحف شرطة المربعة
متحف شرطة المربعة، هو متحف تابع لقسم الموروث الشرطي في إدارة المراسم والعلاقات العامة بقطاع المالية والخدمات في شرطة أبوظبي، تم افتتاحه عام 2018.
أنشئ متحف شرطة المربعة في مدينة العين بأمر من الشيخ زايد بن سلطان آل نهيان عام 1964، وتم الانتهاء من بناءه عام ٢٠١٨، حيث عاصر بناء المتحف أربع مراحل رئيسية لتطور وقيام نهضة شرطة أبوظبي. ويشمل متحف المربعة على جميع المعدات التي كانت تستخدمها شرطة أبوظبي منذ الإنشاء متضمنةً الأسلحة، وأزياء شرطة، والمركبات المختلفة. وجراء تحويل القلعة إلى متحف، تم إتخاذ خطوة تحويل المبنى المجاور إلى مركز شرطة وسط المدينة ليكون متحفاً. وأثناء ترميم المتحف تم نقل جذوع النخيل التي كانت موجودة بالمربعة لتزيين سقف ردهة المتحف.
تم تزيين ردهات المتحف ببنادق قديمة لشرطة أبوظبي، فقد تضمنت تشكيلة هذه البنادق أقدم البنادق المستخدمة في الشرطة والتي تدعى بندقية بوفتيلة، وكذلك تضمنت هذه القائمة بندقية مكونة من مزيج بين الحديد والخشب وجلد غزال والتي تسمى باسم بندقية "رومي" وبندقية "شرفاء"، كما تضمن المعرض مواد قديمة جداً تم استخدامها لمعدات انتاج وتخزين البارود مثل "تلاحيح"، وهو عبارة عن وعاء بنقوش مختلفة وفريدة من نوعها متوسط الحجم، إضافة لقالب لإنتاج الرصاص وأداة تدعى "صليوخ" تُستخدم لحرق وإشعال البارود.

## تاريخ المتحف
في فترة الخمسينات من القرن الماضي كان يسمى متحف المربعة بقلعة المربعة أو مربعة زايد وجات هذه التسمية لأنَّ المغفور له الشيخ زايد بن سلطان آل نهيان طيب الله ثراه في عام ١٩٤٨ أمر ببنائها وذلك في فترة حكمه لمنطقة العين وتم بنائها تحت إشراف المرحوم المهندس محمد أحمد البنا .مربعة زايد او ما يسمى حاليا بمتحف المربعة تم بنائها من الطوب الطيني ومحصنة على شكل برج ضخم مربع الشكل  يتكون من طابقين وكانت تشكل موقعا آساسيا للحماية ومقرا إداريا لمؤسسات المدينة وبرجا للمراقبة ومقرا للحرس. ايضا في عام ١٩٥٣ عملت فيها قوة من الساحل المتصالح بقيادة الرائد ماكدونالد .تعد العين من احد المواقع الثقافية المدرجة على قائمة التراث العالمي اليونسكو منذ  ٢٠١١. أيضاً كانت مقراً لإقامة طبيب من قوة الساحل المتصالح ديفيد هاريسون، وهو طبيب من قوة الساحل المتصالح،. في شهر نوفمبر عام استحدثت شرطة أبوظبي مركز شرطة في قلعة المربعة بالعين، وكان مختصاً بمتابعة الأمور الأمنية وضمَّ عشرون فرداً يتبعون دائرة الشرطة في إمارة أبوظبي. حتى عام ١٩٨٥ ظلَّ المبنى مقراً لإدارة شرطة العين حتى تم إخلائه ، تم افتتاح مركز وسط المدينة بالقرب من مبنى قلعة المربعة في عام ١٩٨٩ من قِبَل الشيخ سعيد بن طحنون آل نهيان عضو المجلس التنفيذي، ووكيل دائرتي البلدية وتخطيط المدن بالعين آنذاك. ثم أمر المغفور له الشيخ زايد بن سلطان، طيّب الله ثراه في عام ١٩٩٤ بتحويل المبنى القديم لإدارة شرطة العين إلى متحف دائم.

## أقسام المتحف
الساحة الخارجية: يضم هذا القسم من المتحف معرضاً لسيارات الشرطة القديمة والجديدة والتي تصل إلى 18 سيارة. في عام١٩٧٥ ضم المعرض وثيقة تاريخية لشراء ٤ سيارات لاندروفر وتم عرض اثنين منها في المتحف، ويضم هذا القسم من المعرض صورة تعود لفترة نهاية السبعينات لوزير الداخلية آنذاك الشيخ مبارك بن محمد آل نهيان، والتي من خلالها كان يقوم بتفقد دورية تابعة لشرطة أبوظبي باللون الأخضر الباهت من ماركت بورش، والتي تم استخدامها لمرافقة موكب ملكة المملكة المتحدة أثناء زيارتها لدولة الإمارات عام ١٩٧٩.  
معرض الأزياء: يتكون معرض الأزياء من أربع حقب، بدايةً من الحقبة الأولى التي بدأت من عام ١٩٥٧ إلى عام ١٩٦٠، حيث أمر الشيخ شخبوط بإنشاء دائرة شرطة أبوظبي في أبريل من عام ١٩٥٧، وفي عام ١٩٦٠ احتوى المعرض على منظر جوي للإمارة والذي يظهر مبنى دائرة شرطة أبوظبي أمام قصر الحصن. وفي تلك الفترة الزمنية كانت ملابس الشرطة عبارة عن قميصاً وبنطلوناً رملياً وغترة برتقالية وعقالاً أسود وتم تثبيت قطعة معدنية على الغترة محفوراً عليها "شرطة أبوظبي".
من بداية عام ١٩٦٦ حتى عام ١٩٧١، بدأت الحقبة الثانية لمعرض أزياء الشرطة، وارتقت هذه المرحلة بفترة تطوير وتأسيس كفاءة الشرطة. وأيضاً هذه الفترة حدث أول ظهور للدراجات النارية. أما الحقبة الثالثة كانت بين ١٩٧١ إلى ١٩٨٦، وتم إنشاء الشرطة النسائية في هذه الحقبة، حيث يتضمن المعرض حالياً شهادة تدريب لإحدى منتسبات شرطة أبوظبي وعلى حاسوب قديم تم استخدامه في شرطة أبوظبي. أما الحقبة الرابعة حقبة التطور والتكنولوجيا، فكانت عبارة عن حقبة تضمن زي الشرطة من آخر فترة حتى عام ٢٠١٧ مع تطور الأسلحة الحديثة.

## لوحات ومقتنيات
الصالة الرئيسية بالمتحف تحتوي على عشرون لوحة موثقة  ومقتنيات محلية تمَّ اكتشافها في مدافن الهيلي وبدع بن مسعود والقطارة، تلقي الضوء على تاريخ تأسيس الشرطة في العالم القديم والحديث، وفق التالي:
- العصر الفرعوني
- التاريخ الأمني في فترة أم النار والعصر الحديدي (مدينة العين)
- الشرطة في الفترة الفيدية (الهندية)
- الشرطة في الصين
- الشرطة في الحضارة اليونانية
- الشرطة في الإمبراطورية الرومانية
- الشرطة في العصر الجاهلي
- الشرطة في عصر صدر الإسلام
- الشرطة في عهد الخلفاء الراشدين
- الشرطة في العصر الأموي (دمشق)
- الشرطة في الأندلس (عهد الإمارة الأموية)
- الشرطة في فرنسا (باريس)
- الفرسان (في شبه الجزيرة العربية)
- نظام حرس الشيوخ (المطارزية)
- قلعة المربعة
- تأسيس شرطة أبوظبي
- نشأة إدارة شرطة العين
- مبنى متحف شرطة المربعة
- متحف المربعة بقرار من الشيخ زايد [3]

## محتوياتٌ ومعانٍ
تزينت الجدران الداخلية لصالة المتحف بألوان زرقاوية خفيفة، عليها ما يشبه شعار شرطة أبوظبي، وبضع جداريات رسمت بدقة وإتقان تتضمن جميعها أقوال لآل نهيان. تضمنت الرسمة الأولى أقوالاً وصوراً عن الشرطة والأمن للشيخ زايد بن سلطان آل نهيان، والثانية للشيخ خليفة بن زايد الحاكم السابق لدولة الإمارات. أما الثالثة فقد قيلت من قبل حاكم الدولة الشيخ محمد بن زايد آل نهيان، والذي كان نائباً للقوات المسلحة وولياً العهد، وبعد ذلك تأتي الرابعة للشيخ طحنون بن محمد آل نهيان ممثل الحاكم في منطقة العين، والخامسة للشيخ مبارك بن محمد آل نهيان وزير الداخلية الأسبق، والسادسة للشيخ شخبوط بن سلطان آل نهيان، والسابعة خاصة بمدرسة الشرطة في أبوظبي.

## تقنيات البناء
قلعة المربعة عبارة عن مبنى تاريخي أصيل يعرض العديد من مواد وتقنيات البناء التقليدية في دولة الإمارات العربية المتحدة. يمتد نظام ري فلج، الذي يتميز بخط من الثقاب الفردية أو ممرات الوصول ، على نطاق واسع من الشرق إلى الغرب إلى الشمال من الحصن. يشكلون معًا جزءًا مهمًا من المشهد الثقافي التاريخي لمدينة العين. تقع قلعة المربعة التي تضم المتحف مباشرة إلى الشمال الشرقي من واحة العين وهي جزء من المواقع الثقافية في العين، ومن ضمن مواقع التراث العالمي للـيونسكو.

## معالم سياحية أخرى في الإمارت
فورت أتلانتس النخلة، برج العرب، برج خليفة، ديرة برج الساعة، دبي أوتودروم، حديقة الفراشات، دبي دولفيناريوم، دبي نافورة، دبي برواز، دبي سوق الذهب، دبي مول، مارينا، دبي مارينا مول، دبي باركس آند ريزورتس، دبي سوق التوابل، عربة دبي، مركز التجارة العالمي، أبراج الإمارات، القرية العالمية، فندق حياة ريجنسي، دبي جميرا بيتش، فندق جميرا بيتش، مدينة جميرا، بنك دبي الوطني، جزر النخيل، سكي دبي، حديقة زعبيل العالمية، متحف المستقبل.